# Anne-Gudrun Meier-Scherling
Anne-Gudrun Meier-Scherling (* 26. Juli 1906 in Stendal; † 26. Januar 2002 in Kassel; geborene Scherling) war eine deutsche Juristin.

## Werdegang
Anne-Gudrun Scherling kam als Tochter eines Juristen zur Welt. Ihr Vater war später Senatspräsident am Oberlandesgericht Hamm. Wegen ihrer geringen Körpergröße wurde sie erst mit sieben Jahren eingeschult. Eine Sondererlaubnis des Provinzial-Schulkollegiums erlaubte ihr 1920 den Wechsel auf ein Jungengymnasium. Nach dem Abitur studierte sie Rechtswissenschaften an den Universitäten Freiburg, Kiel und Berlin und wurde am 25. Juli 1931 in Berlin promoviert. 1933 heiratete sie ihren Anwaltskollegen Heinz Meier. Er verhungerte 1947 in sowjetischer Gefangenschaft.
Sie war seit 1939 als Rechtsanwältin in Naumburg niedergelassen. In der DDR wurde sie wegen ihres Eintretens für Menschenrechte und Meinungsfreiheit verfolgt und floh 1950 mit ihren drei Kindern in die Bundesrepublik. Sie war Landgerichtsrätin in Dortmund und Oberlandesgerichtsrätin in Hamm. Am 7. April 1955 wurde sie als erste Frau zur Richterin am kurz zuvor errichteten Bundesarbeitsgericht ernannt. Am 30. September 1971 trat sie in den Ruhestand.

## Ehrungen
- 1971: Großes Verdienstkreuz der Bundesrepublik Deutschland